# Biloela
Biloela (Aussprache /bɪləˈwiːlə/) ist eine Stadt in Zentral-Queensland in Australien. Sie ist das Zentrum der LGA Banana Shire Council.
Der Name kommt von dem Wort für Kakadu in der Sprache der Aborigines.
Sie befindet sich ca. 120 km südwestlich von Gladstone entfernt, an der Kreuzung der Autostraßen 17 Burnett Highway und 60 Dawson Highway.
Die Stadt lebt hauptsächlich vom Abbau von Schwarzkohle und der Landwirtschaft sowie Viehzucht.
Etwa 40 km westlich befindet sich der Kroombit-Tops-Nationalpark.
Einer der größten Arbeitgeber ist die Firma Teys Bros., ein Schlachthof, welcher im Jahre 2005 jeden Tag 703 Rinder verarbeitet hat.

## Söhne und Töchter
- Bille Brown (1952–2013), Schauspieler
- Sandy Curtis (* 1948), Schriftstellerin